# Cosmos X2
Cosmos X2 est un jeu vidéo de type shoot 'em up développé et édité par Saturnine Games, sorti en 2010 sur DSiWare.

## Accueil
- Nintendo Life : 6/10[1]